# Turing-Bombe

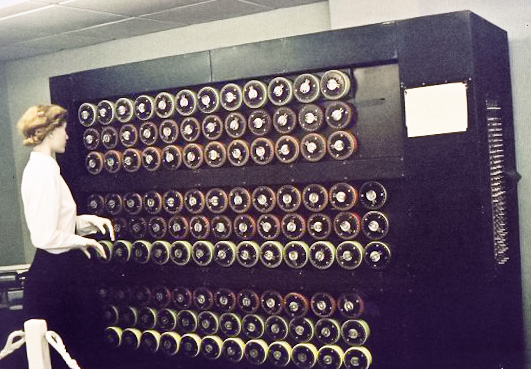
Eine Wren bedient eine Turing-Bombe (nachgestellte Szene aus Bletchley Park)

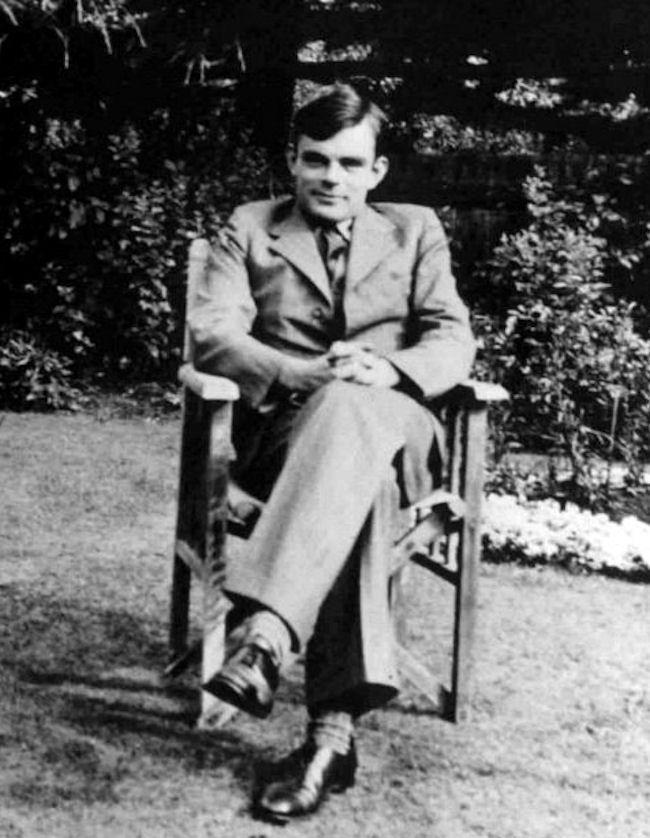
Alan Turing (ca. 1935)

Die Turing-Bombe (auch: Turing-Welchman-Bombe oder Welchman-Turing-Bombe, kurz: Bombe) ist eine elektromechanische Maschine, von der über 200 Exemplare während des Zweiten Weltkriegs durch britische Kryptoanalytiker in Bletchley Park eingesetzt wurden, um mit der deutschen Schlüsselmaschine Enigma verschlüsselte Funksprüche zu entziffern.

## Prinzip

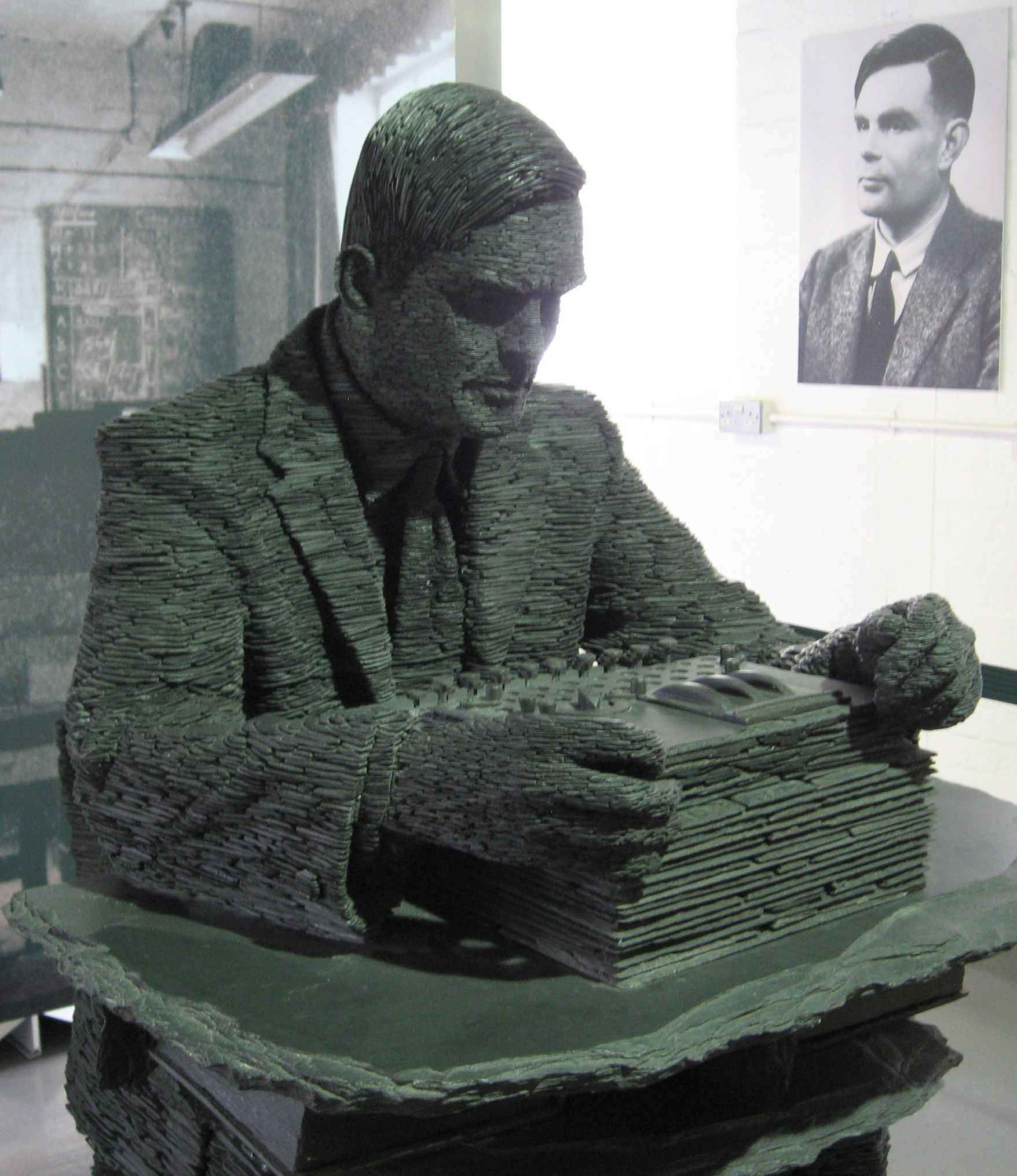
Schieferskulptur Turings mit Enigma (neben seinem Porträt an der Wand)

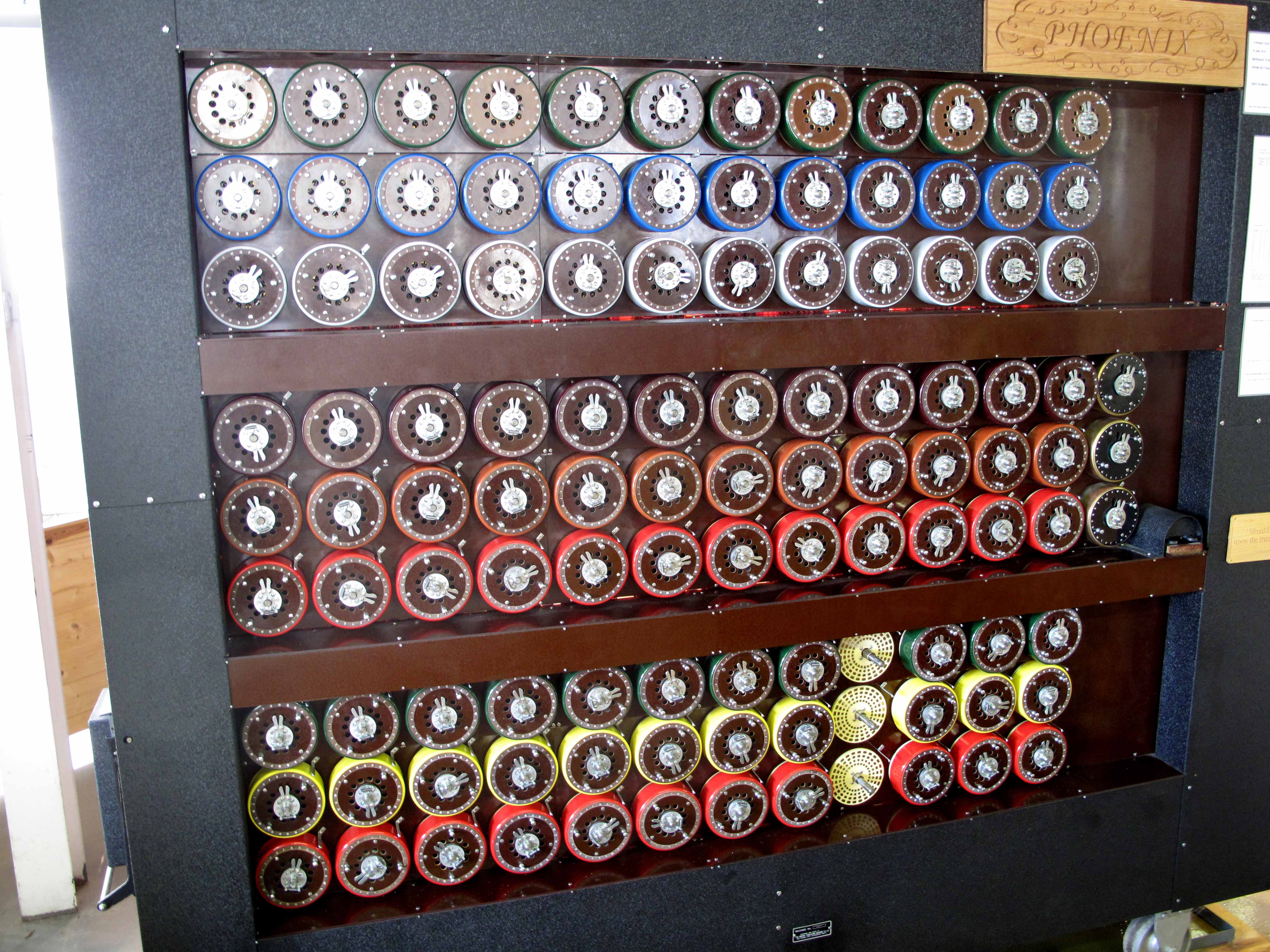
Die Turing-Bombe besteht aus der Hintereinanderschaltung von dreimal zwölf Walzensätzen der Enigma. Die Farben der „Trommeln“ (englisch drums) signalisieren die Nummer der entsprechenden Walze
(Walze I = rot,
Walze II = kastanienbraun,
Walze III = grün,
Walze IV = gelb,
Walze V = hellbraun,
Walze VI = blau,
Walze VII = schwarz,
Walze VIII = silber).

Die Bombe, wie sie die Kryptoanalytiker kurz nannten, wurde auf der Grundlage der polnischen Bomba (siehe auch: Vergleich der Bombe mit der polnischen Bomba) vom britischen Mathematiker Alan Turing ersonnen und von seinem Kollegen Gordon Welchman durch Einführung des diagonal board (deutsch: Diagonalbrett) wesentlich verbessert. Dabei wird die Involutorik (Verschlüsseln = Entschlüsseln) der Enigma und speziell die Involutorik ihres Steckerbretts durch eine innerhalb der Turing-Bombe durchgeführte Hintereinanderschaltung mehrerer Enigma-Maschinen kryptanalytisch ausgenutzt. So lässt sich der Einfluss des Steckerbretts auf die Größe des Schlüsselraums abstreifen und der Suchraum drastisch verringern.
Der gesuchte Schlüssel kann durch Exhaustion des Schlüsselraums (vollständiges Absuchen, englisch brute-force attack) gefunden werden. Die hierbei verwendete Methode wird mit dem lateinischen Begriff Reductio ad absurdum (deutsch Zurückführung bis zum Widerspruch) bezeichnet. Sie basiert auf der Verwendung eines wahrscheinlichen Worts (englisch crib), dessen Vorkommen im Text erwartet wird. Aufgrund der bekannten inneren Verdrahtung der Schlüsselwalzen der Enigma und ihrer möglichen Stellungen zueinander können die beobachteten Zusammenhänge zwischen dem vorliegenden Geheimtext und dem wahrscheinlichen Wort des Klartextes nur unter ganz bestimmten Bedingungen und nur bei sehr wenigen Schlüsseln erfüllt sein. Mit Hilfe dieser Methode gelingt es, die Mehrzahl aller Schlüssel auszuschließen und so letztendlich den von den Deutschen zur Verschlüsselung ihrer Funksprüche verwendeten richtigen Tagesschlüssel zu finden.
Die Bombe vergleicht die in der verschlüsselten Nachricht angenommene Textphrase (crib) mit dem entsprechenden Geheimtextfragment und probiert, mit allen möglichen Schlüsseleinstellungen für Walzenlage und Walzenstellung das Geheimtextfragment zu entschlüsseln. Passt das Ergebnis des Entschlüsselungsversuchs zum angenommenen Crib, dann entspricht die dazu benutzte Schlüsseleinstellung der Bombe möglicherweise dem gesuchten Tagesschlüssel der Enigma. Dabei noch auftretende „Fehltreffer“, die aufgrund der Kürze des Cribs durchaus möglich sind, müssen durch probeweise Entschlüsselung des restlichen Geheimtextes erkannt und verworfen werden. Ist der Tagesschlüssel schließlich gefunden, kann der gesamte Geheimtext, wie vom befugten Empfänger, entschlüsselt werden.
Statt der in manchen Spielfilmen wie Enigma – Das Geheimnis und The Imitation Game – Ein streng geheimes Leben, Romanen wie beispielsweise Enigma des britischen Schriftstellers Robert Harris oder einigen populärwissenschaftlichen Darstellungen genannten Zahl von „150 Millionen Millionen Millionen“ Möglichkeiten, die bei einer Enigma I zur Verfügung stehen, sind es tatsächlich „nur“ 26³ mal 60, also 17.576 × 60 = 1.054.560 Möglichkeiten, unter denen sie die „richtige“ Stellung finden muss (siehe auch: Kapitel Entzifferung und Schlüsselraum im Übersichtsartikel zur Enigma).
Diese etwa eine Million unterschiedlichen Fälle sind von Hand in vernünftiger Zeit praktisch nicht durchzuprobieren. Mithilfe der Turing-Bombe jedoch, die motorbetrieben mit 64 Umdrehungen pro Minute während jeder Umdrehung 26 Fälle abarbeiten konnte, brauchte man nur noch 1.054.560/(26·64) Minuten, also etwas mehr als zehn Stunden, um sämtliche Möglichkeiten durchzutesten. (Hinzu kommt noch die Zeit zum Einstellen und Umrüsten der Maschine auf die sechzig verschiedenen Walzenlagen, wodurch die Zeit auf rund zwanzig Stunden verdoppelt wird.) Leistet man sich den Aufwand, sechzig Bombes einzusetzen, jeweils eine für jede Walzenlage, dann schrumpft die Zeit für einen Durchlauf von etwas mehr als zehn Stunden auf gut zehn Minuten.

## Geschichte

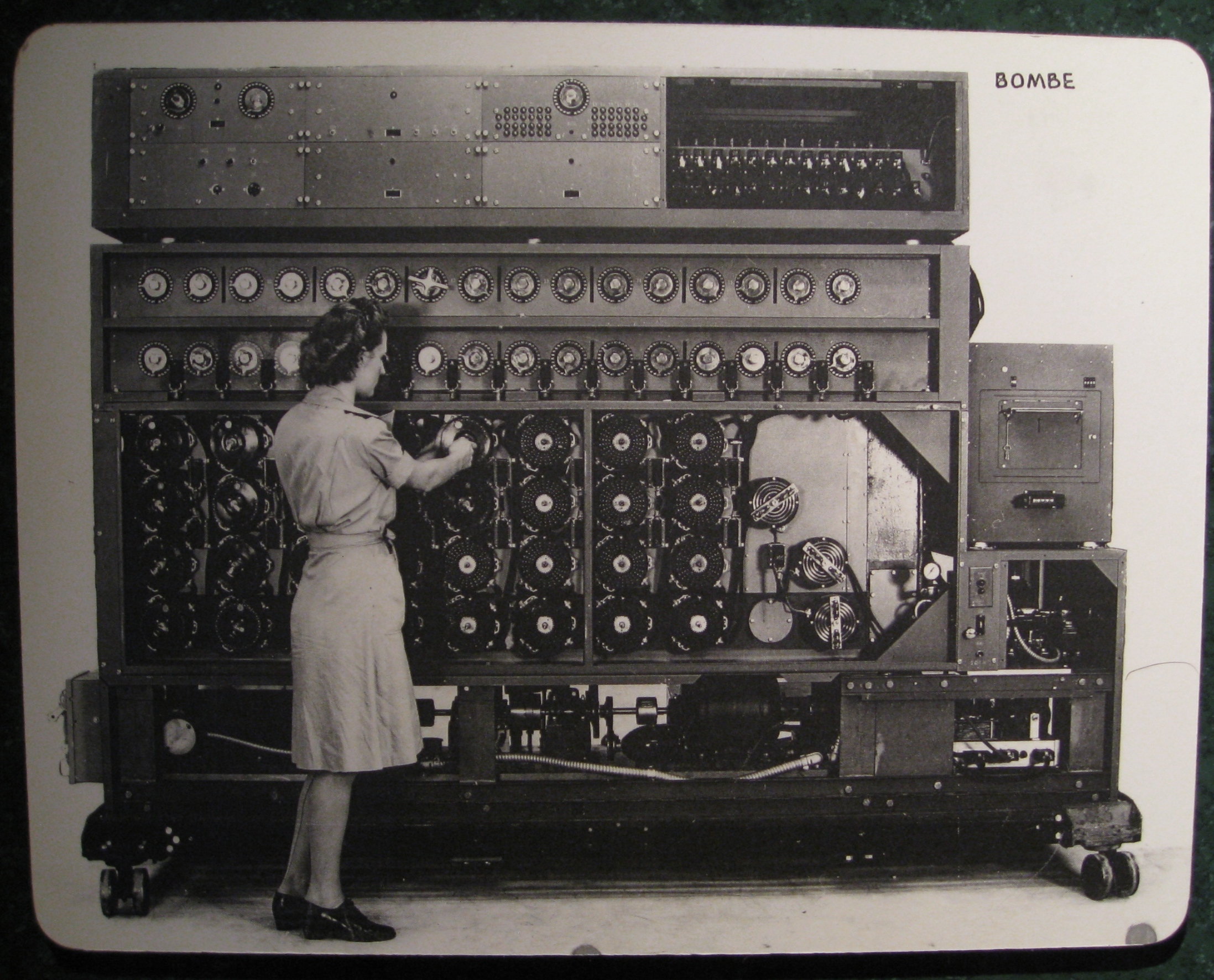
Die amerikanische Hochgeschwindigkeits-Version der Turing-Bombe erreichte mit bis zu 2000 Umdrehungen pro Minute mehr als die fünfzehnfache Geschwindigkeit ihres britischen Vorbilds und war speziell gegen die Vierwalzen-Enigma gerichtet.

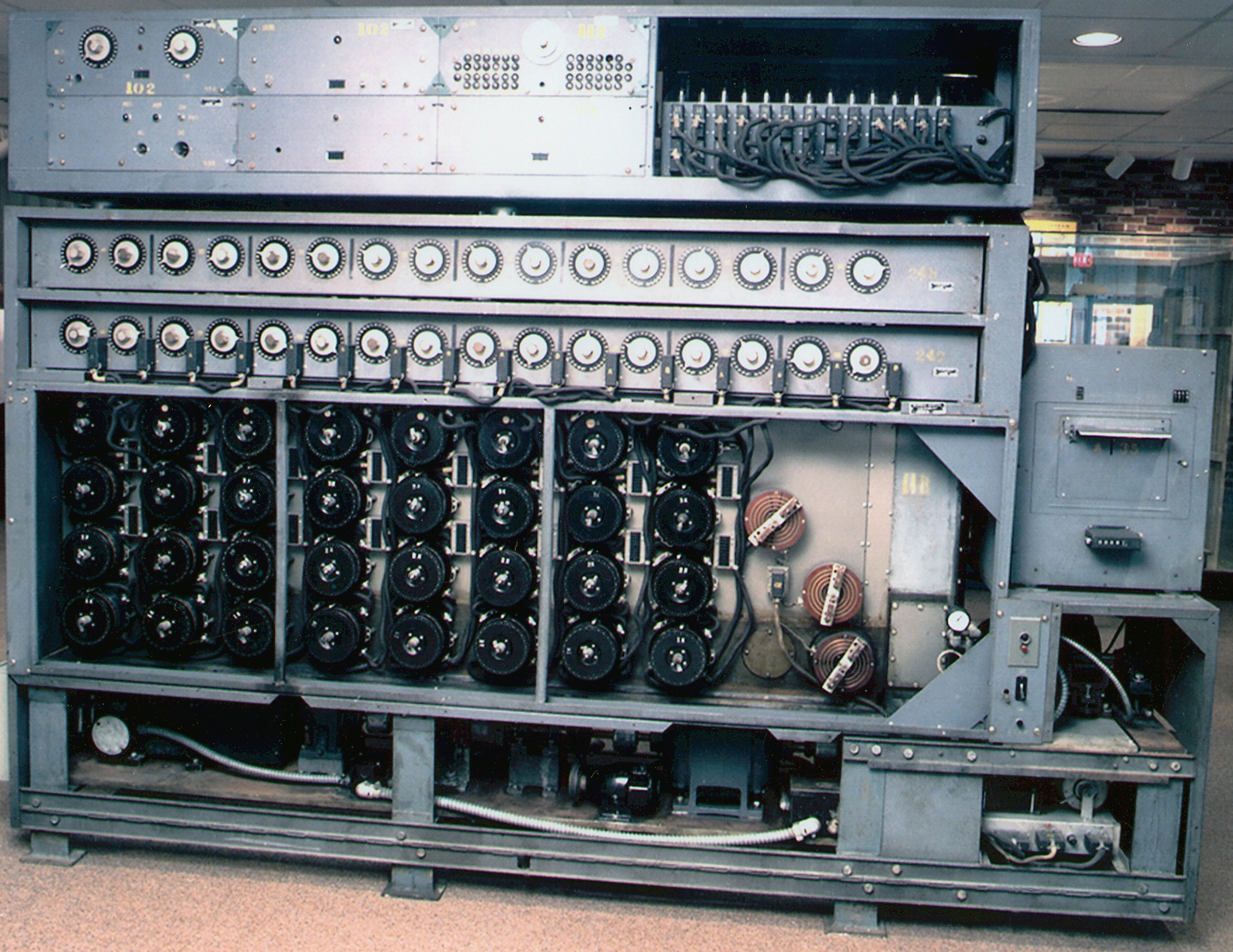
Die Desch-Bombe im National Cryptologic Museum ist die einzige bekannte originale Bombe aus dem Zweiten Weltkrieg.

Der erste Prototyp der Bombe, genannt Victory (deutsch „Sieg“), noch ohne diagonal board (deutsch „Diagonalbrett“), wurde vom britischen Ingenieur Harold Keen und seinem Team aus zwölf Mitarbeitern der British Tabulating Machine Company (deutsch „Britische Tabelliermaschinen-Gesellschaft“) bereits im Frühjahr 1940 fertiggestellt.
Das Gerät, das auf Turings Konzept der Letchworth-Enigma basierte, wurde anschließend in Bletchley Park erfolgreich zur Entzifferung von deutschen Enigma-Funksprüchen eingesetzt. Nachdem durch Gordon Welchmans Erfindung des „Diagonalbretts“ die Effizienz der Maschine wesentlich verbessert werden konnte, wurde die Produktion erheblich gesteigert. Unter enger Zusammenarbeit des Kryptoanalytikers Welchman und des Elektroingenieurs Keen entstanden bis Ende 1941 unter dem Decknamen „CANTAB“ zwölf weitere Exemplare und bis zum Kriegsende mehr als 210 Bombes.
Die erste voll betriebsfähige Turing-Welchman-Bombe (inkl. diagonal board) kam am 8. August 1940 in Bletchley an. Sie erhielt den Namen Agnus Dei, kurz „Aggie“, auch genannt „Agnes“, möglicherweise zu Ehren von Agnes Meyer Driscoll, einer US-amerikanischen Kollegin. Für die Exhaustion einer Walzenlage benötigte diese etwa 15 Minuten. Die damit unmittelbar erreichten Entzifferungserfolge von Enigma-Funksprüchen der deutschen Luftwaffe kamen für die Briten genau zum richtigen Zeitpunkt, denn nur wenige Tage später, am 13. August 1940, erreichte die Luftschlacht um England mit dem „Adlertag“ einen Höhepunkt. Der britische Premierminister Churchill erfuhr auf diese Weise, dass die Wehrmacht die geplante  Invasion Großbritanniens („Unternehmen Seelöwe“) nicht vor Erringen der Luftherrschaft beginnen wollte.
Die Arbeitsgeschwindigkeit der britischen Bombes wurde bei späteren Exemplaren durch Erhöhung der Drehzahl der Trommeln beschleunigt, wodurch die Abarbeitungszeit für eine Walzenlage auf etwa sechs Minuten reduziert werden konnte. Bis zum Kriegsende waren allein in England mehr als 210 Bombes in Betrieb.
Auf der anderen Seite des Atlantiks, im United States Naval Computing Machine Laboratory (NCML), das seinen Sitz in der National Cash Register Company (NCR) in Dayton (Ohio) hatte, wurden ab April 1943 unter Federführung von Joseph Desch mehr als 120 Hochgeschwindigkeitsvarianten der Bombe produziert: die US Navy Cryptanalytic Bombe (kurz: Desch-Bombe). Diese war speziell gegen die von den deutschen U‑Booten verwendete Enigma‑M4 gerichtet, die deutlich schwieriger zu brechen war. Im Gegensatz zu den anderen Enigma-Modellen mit nur drei Walzen verwendete die M4 eine vierte Walze (genannt „Griechenwalze“, die nicht mit einer römischen Zahl, sondern mit einem griechischen Buchstaben gekennzeichnet war).
Nahezu zeitgleich wurde auf Anregung von William Friedman und im Auftrag der U.S. Army durch die Bell Telephone Laboratories (Bell Labs) eine auf Relaistechnik (statt rotierender Trommeln) basierende innovative Variante entwickelt, die sogenannte American Army Bombe.
Wie erst 2018 von den Government Communications Headquarters (GCHQ) enthüllt wurde, sind – anders als zuvor lange propagiert – nach dem Krieg nicht alle Bombes zerstört und entsorgt worden, sondern fünfzig Exemplare wurden im Geheimen eingelagert und konserviert, um für eine denkbare Wiederverwendung gerüstet zu sein. Diese seien erst 1959 vollständig verschrottet worden. Demnach ist die im  National Cryptologic Museum (NCM) ausgestellte Desch-Bombe (Bild) das einzige noch existierende originale Exemplar einer Turing-Bombe.

## Namensursprung

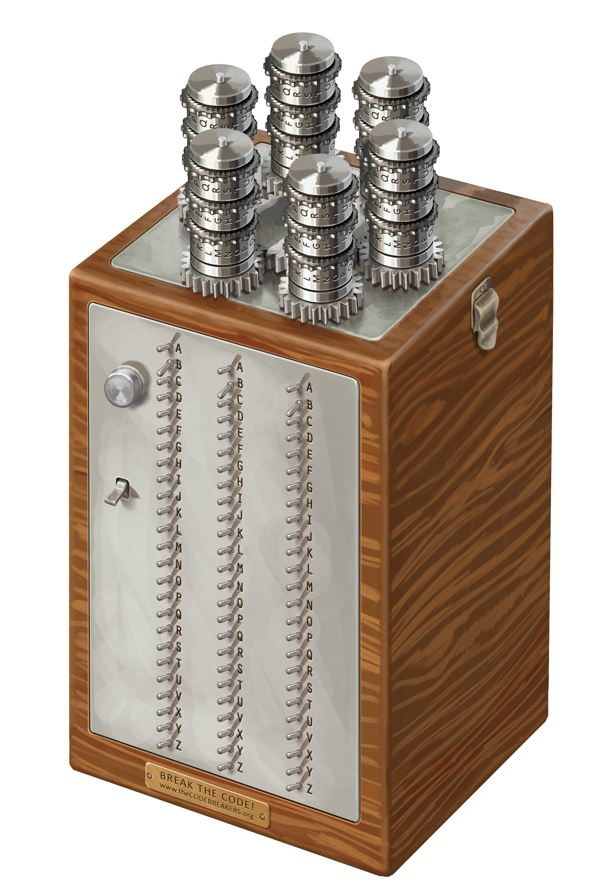
Moderne Rekonstruktion des möglichen Erscheinungsbildes der Bomba anhand von Skizzen aus den Erinnerungen von Marian Rejewski.

Beim Begriff Bombe, den die britischen Kryptoanalytiker für ihre Maschine benutzten, handelt es sich um die französische Schreibweise des englischen Worts „bomb“ (deutsch: Bombe). Er wurde in Anlehnung an die polnische Vorläuferin der Turing-Bombe, der vom polnischen Codeknacker Marian Rejewski entwickelten Bomba (polnisch für Bombe) gewählt. Die Herkunft dieser ursprünglichen Bezeichnung ist nicht eindeutig geklärt.
Nach dem Krieg konnte selbst Rejewski sich nicht mehr daran erinnern, wie diese Bezeichnung entstanden war.
Gerne wird erzählt, er hätte mit seinen Kollegen Różycki und Zygalski gerade in einem Café eine Eisbombe verspeist, während er die Idee zur Maschine formulierte. Daraufhin habe Jerzy Różycki diesen Namen vorgeschlagen. Eine andere Hypothese ist, dass die Maschine ein Gewicht fallen ließ, ähnlich wie ein Flugzeug eine Bombe abwirft, und so deutlich hörbar signalisierte, dass eine mögliche Walzenstellung gefunden wurde.
Eine dritte Variante vermutet das Betriebsgeräusch der Maschine, das dem Ticken einer Zeitbombe geähnelt haben soll, als Grund für die Namensgebung.
Auch das Aussehen der Maschine, die Ähnlichkeit mit der typisch halbkugeligen Form einer Eisbombe gehabt haben soll, wird als Namensursprung angeführt.
Leider ist keine Bomba erhalten geblieben, so dass sich die verschiedenen Namenshypothesen nur schwer überprüfen lassen. Rejewski selbst gab hierzu ganz nüchtern an, zu dem Namen sei es gekommen, weil ihnen damals nichts Besseres eingefallen sei.

## Bombe-Nachbau-Projekt

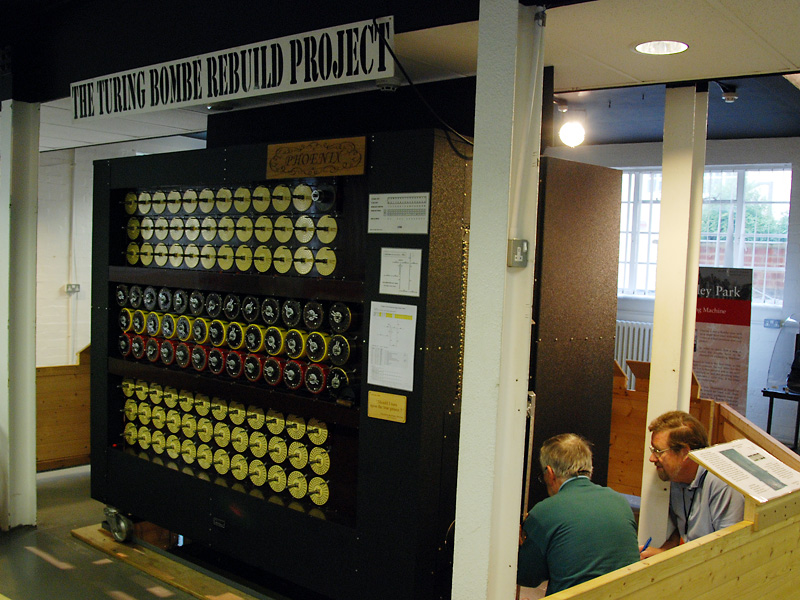
Frontansicht des Nachbaus in Bletchley Park

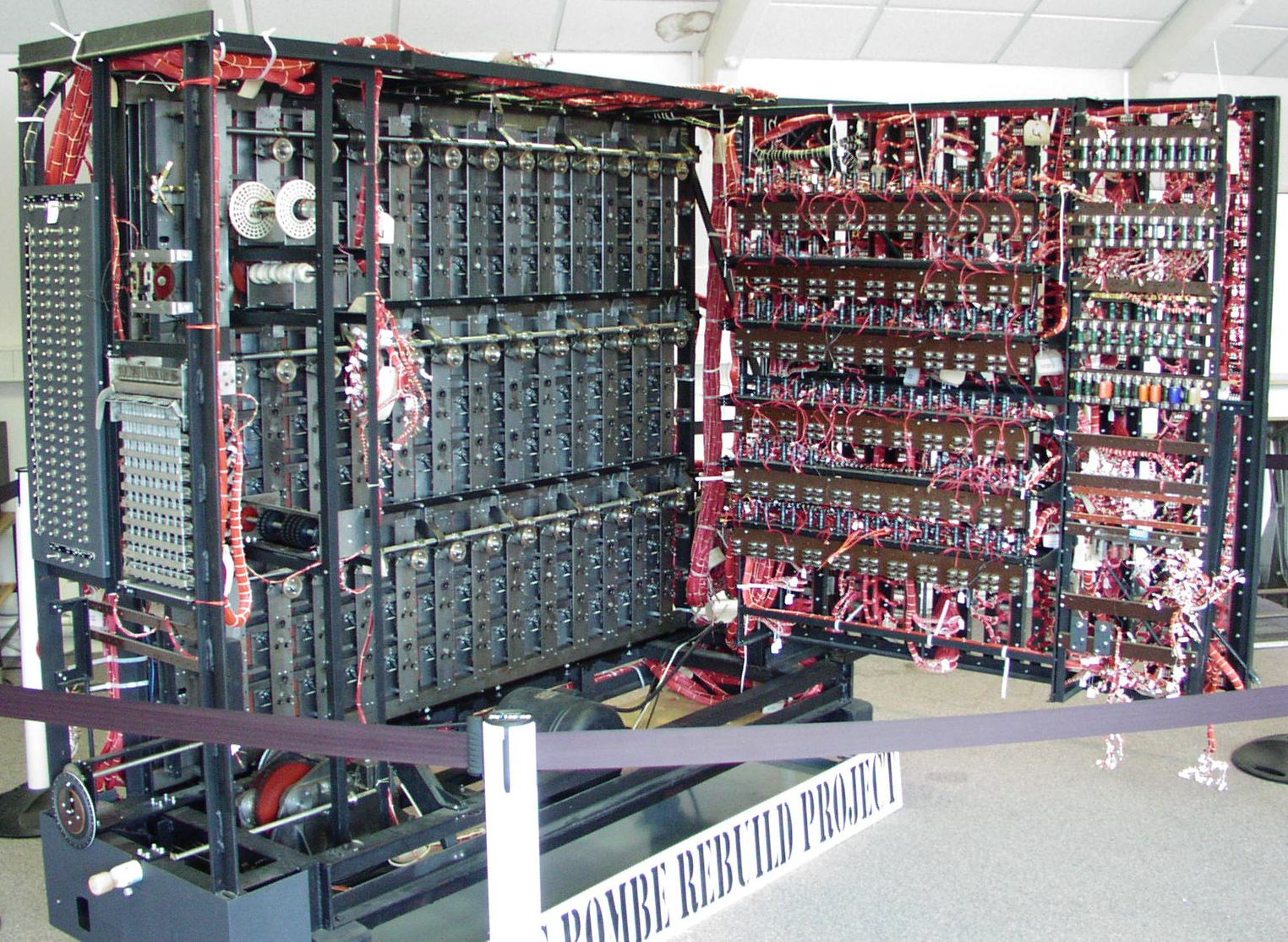
Rückansicht des Nachbaus in Bletchley Park

Am Originalschauplatz, im etwa 70 km nordwestlich von London gelegenen Bletchley Park, lief ab 1995 über mehr als zehn Jahre lang das Bombe-Nachbau-Projekt (englischer Originaltitel: The Turing Bombe Rebuild Project). Ein Team aus bis zu 60 Freiwilligen unter der Leitung von John Harper setzte sich zum Ziel, eine Turing-Bombe möglichst originalgetreu nachzubauen. Dies gelang und am 17. Juli 2007 wurde in einem kleinen Festakt in Anwesenheit von John Harper und einiger ehemaliger Wrens (weibliche Marineangehörige, die im Krieg die Bombes bedient hatten) der voll funktionsfähige Nachbau einer Turing-Bombe durch Edward, den Herzog von Kent, offiziell in Betrieb genommen. Er ist am Originalschauplatz ausgestellt und der Öffentlichkeit zugänglich.

## Filmische Rezeption

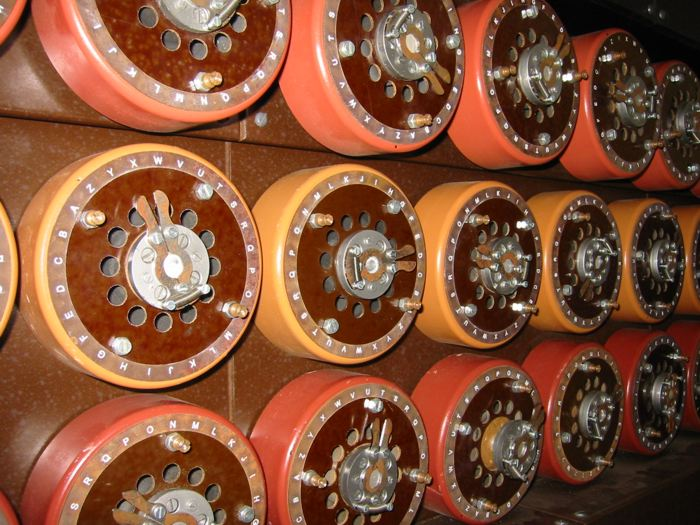
Walzensatz eines Nachbaus der Turing-Bombe

Turing-Bombes in Aktion sind im britischen Spielfilm Enigma – Das Geheimnis zu sehen, der auf dem Roman Enigma basiert und die Entzifferungsarbeit der britischen Codeknacker von Bletchley Park thematisiert. Bei den Bombes handelt es sich um Nachbauten, die nicht voll funktionstüchtig sind, aber das äußere Erscheinungsbild und speziell die rotierenden Trommeln wirklichkeitsnah darstellen. Auch die Arbeit der Codeknacker bei der Erstellung der für die Bombe notwendigen „Menüs“ wird sehr gelungen dargestellt. Die diversen Funksprüche sind speziell für den Film nach den Original-Vorschriften und Verfahren wirklichkeitsgetreu erzeugt und verschlüsselt worden.
Die britisch-US-amerikanische Gemeinschaftsproduktion The Imitation Game – Ein streng geheimes Leben aus dem Jahr 2014 illustriert das Leben und die Beiträge von Alan Turing als Kryptoanalytiker in Bletchley Park. Im besonderen Fokus steht dabei die Entwicklungsgeschichte „seiner“ Bombe, deren Konstruktion und Bedienung anschaulich dargestellt werden.